# 前360年代
| 千纪： | 前1千纪 |
| 世纪： | 前5世纪 \| 前4世纪 \| 前3世纪                                                                              |
| 年代： | 前390年代 \| 前380年代 \| 前370年代 \| 前360年代 \| 前350年代 \| 前340年代 \| 前330年代                    |
| 年份： | 前369年 \| 前368年 \| 前367年 \| 前366年 \| 前365年 \| 前364年 \| 前363年 \| 前362年 \| 前361年 \| 前360年 |

前360年代從前369年1月1日開始，於前360年12月31日結束。

## 大事记
- 前369年，周烈王喜卒，弟周顯王扁嗣位。
- 前369年，魏大夫王錯奔韓。韓、趙乘魏內亂，聯合攻魏，於濁澤大破魏軍，遂圍魏都安邑。趙欲殺太子魏罃，立公子魏緩。韓欲分地。二國不和，先後退軍。魏罃遂殺魏緩，嗣位，是為魏惠王。
- 前368年，齊攻魏，陷觀津。趙攻齊，兵至長城。秦獻公師隰封子為藍田君。
- 前367年，羅馬共和國護民官李錫尼為平民利益制定法典，限制貴族及富人利息及土地，史稱李錫尼法典。
- 前366年，魏、韓二國君主會於宅陽。聯軍攻秦，敗於洛陽。
- 前365年，魏攻宋，陷儀台。
- 前364年，秦元帥章嶠攻魏。韓、趙救魏，戰於石門，三國聯軍大敗，死六萬人。
- 前362年，秦攻魏，敗魏軍於少梁。
- 前362年，衛聲公訓卒，子衛成侯速嗣位。
- 前362年，燕桓公卒，子燕文公嗣位。
- 前362年，秦獻公師隰卒，子秦孝公渠梁嗣位。
- 前361年，秦孝公渠梁下令求賢，衛鞅自魏入秦。

## 逝世
- 前369年，周烈王
- 前362年，燕桓公
- 前362年，秦獻公